# 존 피셔 (기업인)

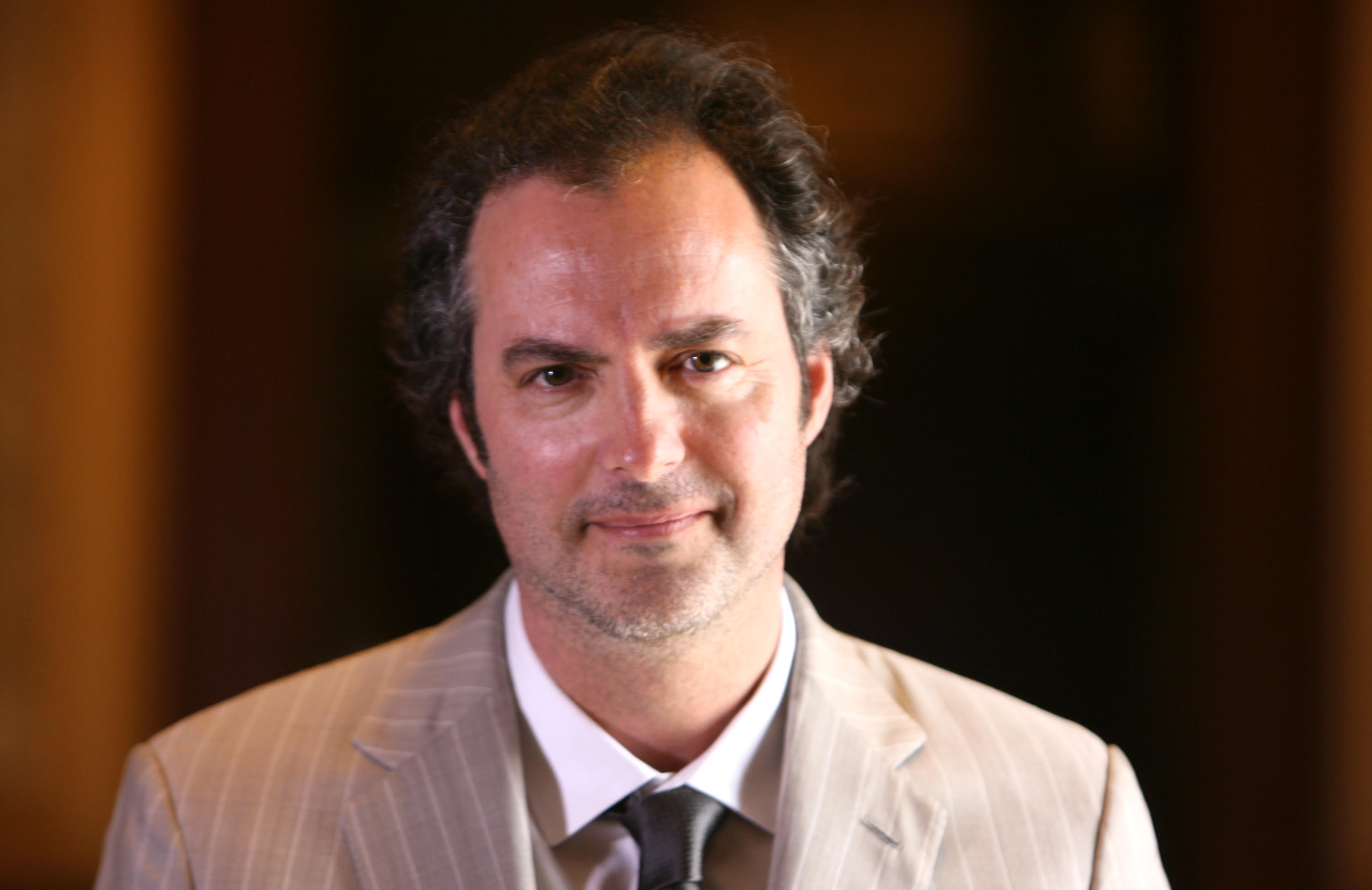
2017년 모습

존 피셔(Jon Fisher, 1972년 1월 19일)은 실리콘 밸리 사업가, 작가, 그리고 경제 분석가이다. 피셔는 오라클 어댑티브 액세스 매니저를 개발한 오라클 주식 회사의 바로사(Bharosa)를 공동 창립했고 최고 경영자가 되었다. 피셔는 미국 경제, 특히 실업률에 대한 정확한 예측으로 유명하다. 피셔는 샌프란시스코 대학의 겸임 교수이며, 그의 저서 전략적 기업주의: 신규 기업가 신화 부수기는 캘리포니아 대학 버클리의 하스 경영대학을 비롯한 여러 대학의 MBA 프로그램의 필독 도서이다. 이 책은 또한 오하이오 텍 엔젤스(Ohio Tech Angels)가 기업, 특히 엔젤 투자자들이 재원을 댄 기업들의 판매와 관련된 시기와 전략을 연구하는 프로젝트를 위해 선정한 세 책 중 하나이다.

## 젊은 시절과 교육
피셔는 캘리포니아주 스탠포드 병원에서 대학 교수 부부인 제랄드(Gerald)와 아니타 피셔(Anita Fisher)의 아들로 태어났다. 그는 누에바 스쿨과 크리스탈 스프링스 업랜즈 스쿨을 졸업했다. 그는 샌프란시스코 대학을 졸업하기 전에 바사 대학을 다녔다. 피셔는 코제 의류 매장의 소유주인 달라 킨첼로에 피셔(Darla Kincheloe Fisher)와 2002년에 결혼했다. 그들의 딸은 2010년에 태어났다.

## 사업 경력
1994년, 피셔는 현재의 오토네이션(AutoNation) 회사인 오토리치(AutoReach)를 공동 설립하고 최고 경영자가 되었다. 1998년에는 그의 회사 넷클럭(NetClerk)에서 온라인 건설 허가를 개발했다. 넷클럭은 2002년 비드클럭(Bidclerk)에 자산 매각되었다. 넷클럭의 실패 이후, 피셔는 칼레일 아이사자 터즈맨(Kaleil Isaza Tuzman)을 비롯한 다큐멘터리 영화 Startup.com의 스타들과 협력하여 사업가들이 자신들의 회사를 재건하고 사업을 서서히 줄이는 것을 도왔다. 2004년, 피셔는 2007년에 오라클 주식회사에 인수된 바로사를 공동 창립하고 최고경영자가 되었다. 2010년 7월 20일, 피셔는 온라인 보안 분야의 새로운 회사인 프리딜렉트(Predilect)의 CEO로 공표되었다. 피셔는 2010년 11월 17일에는, 프리딜렉트의 기술과 사업 모델 변화의 결과, 크라우드옵틱(CrowdOptic)의 CEO로 공표되었다. 와이어드(Wired) 잡지의 브루스 스털링(Bruce Sterling)은 크라우드옵틱에 대해 "그런 기술이 가능할 지도 모른다는 암시를 주는 어떤 픽션 작품이나 논픽션 작품도 읽어 본 적이 없습니다”라고 썼다.
피셔는 여러 대학과 기술 포럼에서 연사로 활동하고 있다.

## 정확한 예측
2008년 마르켓 대학에서 연설하는 피셔
피셔는 주택 착공 건수의 감소가 실업률이 가고 있는 방향의 좋은 지표라고 언급했다. 그는 "역사적으로 보면, 미국의 새 주택 착공 건수가 하락했을 때, 그 다음 해에 실업이 급등했다"이라고 쓰면서, 심각한 불황기에 국가 주택 착공 건수와 국가 실업 사이에 선형 상관 관계가 있다고 믿는다는 결론을 내렸다. 피셔는 2008년 마르켓 대학에서 미국 실업률이 2009년 4월까지 9%까지 상승할 것이라고 예측했는데, 이것은 미국 역사상 가장 정확한 실업 예측의 하나이다.
2009년8월, 피셔는 캘리포니아의 코먼웰스 클럽에서 미국의 실업률이 2010년 말 8.0%로 감소하기 전에 10.4%미만에서 최고치에 이를 것이라고 예측했다.] 피셔는 소비자의 집이 미국 및 국제 경제의 중심이 될 것이라고 말하면서, 토마스 L. 프리드맨(Thomas L. Friedman)의 논문 The World Is Flat에 도전한다. 피셔는 재무부의 구제 금융 계획에 대한 거리낌없는 비평가였으며, "비즈니스 세계에서 익숙한 다양한 재건 기술이 있지만, 정부는 이 중 어느 것도 사용하고 있지 않습니다"라고 말했다. 하지만, 피셔는"기업가 정신이 안전망을 강요하는 데 사용되어서는 안됩니다"라고 기술했다.
2010년 3월 IE 라디오와의 인터뷰에서, 피셔는 2011년 미국 채무 최악의 위기의 시기를 정확하게 예측했다.

## 특허
피셔는 4개의 발원된 그리고 14개의 심사 중인 특허의 공동 발명가이다: 7,908,645 7,822,990, 7,616,764, 및 7,596,701;이 특허들은 모바일 서비스 뿐 아니라 온라인 데이터 암호화 및 보안과 관련이 있다.

## 수상
- 미국 도시 사업 저널이 선정한 40세 이하의 40인 (2006)[33]
- 올해의 언스트 & 영 기업가, 신흥 카테고리 (2007)[34]

## 자선 활동
피셔는 캘리포니아 힐스버러(Hillsborough)에 있는 누에바 스쿨의 이사로 봉사했고 2008캐피탈 캠페인 팀의 회원이었다. 그는 남샌프란시스코의 패시픽 혈관 연구 재단의 이사로 봉사했다. 존은 나이 연구를 위한 벅 연구소의 이사회에서 봉사했다.

## 저작목록
피셔는 샌프란시스코 대학의 겸임교수이며, 그의 저서는 캘리포니아 대학 버클리의 하스 경영대학을 비롯한 여러 대학의 MBA 프로그램의 필독 도서이다. 이 책은 또한 오하이오 텍 엔젤스가 기업, 특히 엔젤 투자자들이 재원을 댄 기업들의 판매와 관련된 시기와 전략을 연구하는 프로젝트를 위해 선정한 세 책 중 하나이다.
- 존 피셔 (2008). 전략적 기업주의: 신규 기업가 신화 부수기. New York: SelectBooks, Inc. ISBN 1-59079-189-4.

## 참고 문헌
1. ↑  Heidi N. Moore (2008년 10월 20일). "Experts: The Bailout Worked! So Far. That is, We Think.". 월 스트릿 저널 블로그. 2010년 10월 22일 확인
2. ↑  Dave Kearns (2008년 10월 27일). "Oracle delivers the fruit of its Bharosa acquisition". 네트웍 월드. 2010년 10월 22일 확인.
3. ↑  Greg MacSweeney (2010년 6월 18일). "I Hope I'm Wrong About Rising Unemployment". 월 스트릿 & 테크놀로지. 2010년 10월 22일 확인.
4. ↑  Nicole Ferraro (2010년 3월 18일). "2011 to Bring 'Next Economic Catastrophe'". 인터넷 이볼루션. 2010년 10월 22일 확인.
5. ↑  Heidi N, Moore (2009년 3월 23일). "Treasury's Bailout Plan: First, Stop Handing Out Cash". 월 스트릿 저널 블로그. 2010년 10월 22일 확인.
6. ↑  "수업 안내, EWMBA 295T – 새로운 벤처 금융". 하스 경영대학. 2010년 봄. 2010년 10월 23일 확인.
7. ↑  "One Angel Group's Practical Journey to Improved Exit Strategies". 엔젤 캐피탈 교육 재단. 2010년 12월 21일. 2010년 12월 21일 확인.
8. ↑  "O'Brien: Jon Fisher says selling company -- and missing out on IPO -- should be every entrepreneur's goal". 2012년 7월 2일 확인.
9. ↑  "Republic Industries Acquires Dealerships in Five States With over $1.1 Billion in Annualized Revenue". PR 뉴스 와이어. 2010년 10월 22일 확인.
10. ↑  "Patently Obvious? Score One for the Big Guys". 바론스. 2013년 1월 12일.
11. ↑  "Patently Obvious? Score One for the Big Guys". 바론스. 2013년 1월 12일.
12. ↑  Laurie J. Flynn (2000년 8월 28일). "Compressed Data; A San Francisco Company Learns What a Mayor Can Do for Business". 뉴욕 타임즈. 2010년 10월 22일 확인.
13. ↑  넷클럭 획득, 무료 온라인 도움말 데스크가 되다
14. ↑  Carol Emert (2001년 8월 12일). "Entrepreneur bounces back from documented failure". 샌프란시스코 크로니클. 2010년 10월 22일 확인.
15. ↑  "Oracle Buys Online Identity Theft and Fraud Detection Leader Bharosa". 오라클 보도 자료. 2007년 7월 18일. 2010년 10월 22일 확인.
16. ↑  Cody Barbierri (2010년 7월 20일). "Predilect lands $750k for stronger security questions". Venture Beat.com. 2010년 10월 22일 확인.
17. ↑  Riley McDermid (2010년 11월 17일). "Looking for perfect event pic?". Venture Beat.com. 2010년 11월 19일 확인.
18. ↑  Bruce Sterling (May 25, 2011). "Augmented Reality: CrowdOptic triangulates and annotates a blimp". Wire Magazine. 2011년 8월 9일 확인.
19. ↑  "Jon Fisher Blog". 2010년 12월 11일 확인.
20. ↑  Mark C. Trayling. "Strategic Entrepreneurism". Selectbooks.com. 2010년 12월 14일 확인.
21. ↑  Greg MacSweeney (2010년 6월 18일). "I Hope I'm Wrong About Rising Unemployment". 월 스트릿 & 테크놀로지. 2010년 10월 22일 확인.
22. ↑  Greg MacSweeney (2010년 6월 18일). "I Hope I'm Wrong About Rising Unemployment". 월 스트릿 & 테크놀로지. 2010년 10월 22일 확인.
23. ↑  Nicole Ferraro (2010년 3월 18일). "2011 to Bring 'Next Economic Catastrophe'". 인터넷 이볼루션. 2010년 10월 22일 확인.
24. ↑  (플래시 파일) Entrepreneurism, Begin With The End In Mind: Jon Fisher. San Francisco: fora.tv. 2009년 8월 7일. 2011년 3월 12일 확인.
25. ↑  (플래시 파일) Entrepreneurism, Begin With The End In Mind: Jon Fisher. San Francisco: fora.tv. 2009년 8월 7일. 행사는 17:45에서 19:00까지 일어남. 2010년 10월 22일 확인.
26. ↑  Heidi N, Moore (2009년 3월 23일). "Treasury's Bailout Plan: First, Stop Handing Out Cash". 월 스트릿 저널 블로그. 2010년 10월 22일 확인.
27. ↑  [1]
28. ↑  Ferraro, Nicole (2010년 3월 18일). "2011 to Bring 'Next Economic Catastrophe'". Internet Evolution. 2011년 8월 7일 확인.
29. ↑  "미국 특허 7,908,645 Varghese, et al.". patents.com/us. 2006년 4월 28일. 2011년 3월 18일 확인.
30. ↑  ^ "미국 특허 7,822,990 Varghese, et al.". 구글 온라인 특허 확인. 2010년 10월 26일. 2011년 3월 18일 확인.
31. ↑  "미국 특허 7,616,764 Varghese, et al.". 구글 온라인 특허 검색. 2009년 11월 10일. 2011년 3월 18일 확인.
32. ↑  "미국 특허 7,596,701 Varghese, et al.". 구글 온라인 특허 검색. 2009년 9월 29일. 2011년 3월 18일 확인.
33. ↑  "40 People to Watch: Jon Fisher". Silicon Valley - San Jose Business Journal. 2006년 10월 8일. 2010년 10월 22일 확인.
34. ↑  (플래시 파일) Jon Fisher Bharosa (Oracle '07) E&Y 2007. 2007년 7월3일. 행사는 :20에서 :35까지 일어남. 2010년 10월 22일 확인.
35. ↑  "Tea on the Green 2008". nuevaschool.org. 2011년 4월 6일 확인.
36. ↑  "Executive profile: Jon B. Fisher". 2011년 4월 6일 확인.
37. ↑  "Buck Institute: Jon B. Fisher". 2011년 9월 14일 확인.
38. ↑  Heidi N, Moore (2009년 3월 23일). "Treasury's Bailout Plan: First, Stop Handing Out Cash". 월 스트릿 저널 블로그. 2010년 10월 22일 확인.
39. ↑  "수업 안내, EWMBA 295T – 새로운 벤처 금융". 하스 경영대학. 2010년 봄. 2010년 10월 23일 확인.
40. ↑  "One Angel Group's Practical Journey to Improved Exit Strategies". 엔젤 캐피탈 교육 재단. 2010년 12월 21일. 2010년 12월 21일 확인.